# NGC 2080
NGC 2080 è una nebulosa diffusa visibile nella Grande Nube di Magellano, nella costellazione del Dorado.
Si tratta di una nebulosa la cui forma ricorda vagamente quella della Nebulosa di Orione, in miniatura, data la grande distanza; al suo interno la formazione stellare è vigorosa, ed avvolge alcuni ammassi in formazione. La sua posizione è a pochi primi d'arco a sud della grande Nebulosa Tarantola. Dista dal Sole 168 000 anni-luce.